# Celeste Rose Mackeprang
Celeste Rose Mackeprang (* vor 1990 in Gentofte Kommune, Dänemark) ist eine dänisch-deutsche Tänzerin und Moderatorin.

## Leben
Mackeprang wuchs im dänischen Ort Gentofte auf. Ihre Mutter ist eine ehemalige Balletttänzerin, sodass sich für sie schon früh der Wunsch nach einer Tanzlaufbahn ergab. Im Alter von 14 Jahren erhielt sie ihre Ausbildung an der Staatlichen Ballettschule Berlin. Dieses Studium schloss Mackeprang 2007 ab.
Seither ist sie Mitglied im Ensemble des MDR Deutschen Fernsehballetts.
Seit Mai 2010 ist Celeste Rose Mackeprang als Moderatorin der MDR-Fernsehshow Schlager-Boulevard gemeinsam mit ihrem Tanzpartner Carsten Rietschel auf dem Bildschirm. Sie lebt in Berlin.